# Tanytarsus fastigatus
Tanytarsus fastigatus är en tvåvingeart som beskrevs av Reiss 1972. Tanytarsus fastigatus ingår i släktet Tanytarsus och familjen fjädermyggor. Inga underarter finns listade i Catalogue of Life.